# Toni Leutwiler
Toni Leutwiler (* 31. Oktober 1923 in Zürich; † 18. März 2009 in Zollikofen), auch bekannt als Tom Wyler, war ein Schweizer Musiker, Komponist, Arrangeur und Dirigent.

## Leben und Werk
Toni Leutwiler besuchte von 1936 bis 1944 das Konservatorium in Zürich und erhielt mit 19 ½ Jahren das Lehrdiplom für Violine und Klavier. Jazz war damals am Konservatorium noch verboten, aber seine Jazzband spielte am Konsiball. Seine musikalische Laufbahn begann er 1944 als Orchestergeiger und Solist beim Musikkollegium Winterthur und im Kurtheater Baden. 1945 wechselte er als Geiger zum Berner Symphonieorchester, dem früheren Stadtorchester. Zusätzlich war er von 1946 bis 1952 für Radio Bern tätig. Die Sendungen Beliebte Melodien auf neue Art mit dem Streichorchester Toni Leutwiler und später Toni Leutwiler präsentiert seine neuesten Arrangements waren damals wie eine Hitparade. Die erste Sendung wurde am 27. Juni 1946 ausgestrahlt. Von 1952 bis 1956 hatte er ein Engagement als Chefdirigent beim Orchestre de la Suisse Romande unter dem Titel Grand Jazz Symphonique mit Kompositions- und Bearbeitungsverpflichtungen. Seine Kompositionen aus jener Zeit City Rhapsodie und Bristol Cream sowie Lovely Day und Happy Time, welche mit den Schallplatten von Frank Chacksfield and his Singing Strings um die ganze Welt gingen, waren internationale Publikumserfolge. Von 1956 bis 1975 arbeitete er als freischaffender Komponist, Arrangeur und Dirigent symphonischer gehobener Unterhaltungsmusik.
Toni Leutwiler hatte als Komponist und als Arrangeur für Solisten und Orchester grossen internationalen Erfolg. In den 60er Jahren befand er sich auf dem Höhepunkt seiner beruflichen Laufbahn. Zwischen 1945 und 1975 komponierte und arrangierte er rund 2000 Kompositionen und Arrangements vor allem für symphonische Unterhaltungsmusik, inspiriert auch durch den Jazz, welchen die amerikanischen Besatzungstruppen damals nach Europa gebracht hatten.
Er war einer der Wegbereiter für den Einzug des Jazz in die Unterhaltungsmusik in Europa. Ihm gelang der Brückenschlag zwischen klassischer symphonischer Musik, Jazz und Volksmusik. Er gehörte zu den ersten Komponisten und Arrangeuren, welche Experimente machten mit Halleffekten, Playback, Stereophonie (erste Stereoaufnahme am Schweizer Radio), doppelter Geschwindigkeit, 4-Spur-Aufnahmen, speziellen Soloinstrumenten, Klatschen, Pfeifen, Gitarre und verschiedensten Perkussionen in Radio-Orchestern von ganz Europa.
Seine Auftraggeber waren über 45 grosse Rundfunkanstalten in 22 Ländern, in erster Linie der Südwestfunk (D) sowie das Werbefernsehen und Schallplattenfirmen. Er schrieb Kompositionen und Arrangements für verschiedene Orchester und Interpreten, so u. a. ein Konzert für Klavier, Jazz- und Symphonieorchester, Klaviersoli für den Pianisten Willi Stech, Violinmusik für Konzertgeiger und romantische Lieder für den Tenor Fritz Wunderlich. Immer wieder realisierte er neue Ideen, Themen, Besetzungen, Rhythmen und viele Experimente. Er war einer der am meisten gespielten Schweizer Komponisten gehobener Unterhaltungsmusik.
Seine Kompositionen Glücksvogel, Am Lago Maggiore-Suite, Sommer-Suite, Adelboden-Suite, Der Träumer, Schmetterlingstanz, Psychologie in Dur und Moll, La Gioconda, Engadiner Schlittenpartie und die Zürcher Spatzen (erste Aufnahme in Stereophonie des Radioorchesters Beromünster) verzeichneten grosse Erfolge und werden zum Teil noch heute aufgeführt. Seine Kompositionen Engadiner Schlittenpartie, Kleiner Scherz, Bella Campagna, Madonna del Sasso, Night in Capedown, Schmetterlingstanz, Sommer, und Immer heiter sowie die Arrangements Die Blume von Hawaii und Kiss me Kate wurden in Fernsehproduktionen verwendet. Die Kompositionen Alt Bern, Beschwingtes Weekend, City Rhapsodie, Petit air un peu faux und Psychologie in Dur und Moll kamen als Filmmelodien zum Einsatz.
Von 1975 bis 1988 war er Leiter und Lehrer an der Heimorgelschule der Klavierbaufirma Schmidt-Flohr AG in Bern und Lehrer für E-Orgel. In dieser Zeit bearbeitete er rund 300 Werke für seine 50 Orgelschüler. Davon wurden mehr als 100‘000 Notenhefte über Verlage in der Schweiz und in Deutschland gedruckt und verkauft.
Toni Leutwiler war von 1945 bis zu seinem Tod mit Angelina Leutwiler-Maroggi verheiratet. Aus der Ehe gingen fünf Söhne hervor. Angelina Leutwiler-Maroggi starb am 2. April 2013.
Die Witwe von Toni Leutwiler übergab anfangs 2003 den musikalischen Nachlass (Noten, Notenhefte, CDs, Schallplatten, Tonbänder, Tonbandkassetten und Dokumentationen) als Dauerleihgabe dem Leihnotenarchiv des Orchesters Reto Parolari.
Die Erbengemeinschaft A. Leutwiler übertrug per Ende 2016 den musikalischen Nachlass (Noten, Notenhefte, CDs, Schallplatten, Tonbänder, Tonbandkassetten und Dokumentationen) sowie sämtliche Urheberrechte an den Leutwiler-Werken dem Verein „Freunde Toni Leutwiler-Musik“.
Die „Freunde Toni Leutwiler-Musik“ bilden einen Verein gemäss Art. 60 ff. des Schweizerischen Zivilgesetzbuchs, gegründet am 1. Januar 2017. Der Verein verwaltet den musikalischen Nachlass und setzt sich für die Förderung der Kompositionen und Arrangements von Toni Leutwiler ein, um sie für die Nachwelt zu erhalten.  Der Verein unterstützt öffentliche Aufführungen und pflegt den Kontakt zu Musikern, Orchestern, Musikverlagen, Musikveranstaltern und zur SUISA. Er kann auch Projekte mit Leutwiler-Musik organisieren und durchführen. Der Verein finanziert sich primär mit den Urheberrechtsentschädigungen der SUISA.
Gemäss SUISA-Abrechnungen der Jahre 2014, 2015 und 2016 werden die Werke von Toni Leutwiler 50–70 Jahre nach dem Komponieren immer noch vor allem von der Schweizer-Musikwelle, aber auch von Sendern in Australien, USA, Deutschland, Frankreich, Österreich, Schweden, Norwegen, Dänemark, Grossbritannien, Spanien, Hongkong, Singapur, Taiwan, Japan, Rumänien, Polen und in Vietnam gesendet sowie hundertfach über das Internet heruntergeladen (iTunes, G-Play und Spotify).

## Aktuelles Werkverzeichnis
- Im aktuellen Werkverzeichnis vom Januar 2017 sind 572 Werke erfasst (304 Kompositionen und 268 Arrangements).
- Total 959 Titel und über 3800 Partiturseiten.
- Der Download ist über die Website toni-leutwiler.ch[2] möglich.

## Veröffentlichte CDs
Bis 2017 erschienen die folgenden 24 CDs mit total 62 Kompositionen und Arrangements von Toni Leutwiler:
- 1989 Unter Freunden (Santander) Handharmonika-Orchester Olten
- 1991 In A Happy Mood (Am Lago Maggiore Suite) Edition Swiss Music
- 1992 Akkordeon Orchester Affoltern (Bella Campagnia) Akkordeon Orchester Bezirk Affoltern
- 1993 Memories Of The Light Music (Lovely Day) EMI Records Ltd.
- 1994 Konzertante Kostbarkeiten III (Am Lago Maggiore Suite) Swiss Music Edition
- 1997 The Harmonic Music Company (Lovely Day) KPM Music
- 1998 Leutwiler-Musik (17 verschiedene Kompositionen) Vereinigung der Leutwiler-Familien
- 2001 Swinging Christmas (Märchenträume) I Musichieri
- 2003 Pink Champagne (Lovely Day und Happy Time) Living Era
- 2007 Wunderlich polulär (Es gibt eine Zeit, Florentiner Mai und Narzissen aus Montreux) Universal Music Group
- 2008 Swiss Light Music 2 (City Rapsody) Fondation SUISA
- 2008 Swiss Light Music 3 (Psychologie in Dur und Moll) Fondation SUISA
- 2008 Swiss Light Music 4 (Sommer Suite und Am Lago Maggiore Suite) Fondation SUISA
- 2011 A Return Trip To The Library (Lovely Day) Guild Light Music
- 2011 Musikalische Raritäten (Zürcher Spatzen) Edition Swiss Music
- 2011 A Second A-Z of Light Music (Bristol Cream) Guild Light Music
- 2012 Continental Flavour – Volume 2 (Happy Time) Guild Light Music
- 2012 Melody Mixture (Galop On String) Guild Light Music
- 2012 Vergiss mein nicht – Fritz Wunderlich (Es gibt eine Zeit, Florentiner Mai und Narzissen aus Montreux) Membran
- 2013 The Golden Age of Light Music – Here's to Holidays (Water Skiing) Guild Light Music
- 2016 Kaléidoscope – Julien-François Zbinden (Monte-Carlo Waltz) VDE-GALLO
- 2017 Schlager aus den 50ern – Fritz Wunderlich – CD 1 (Florentiner Mai und Der Duft, der eine schöne Frau begleitet) SWR>>MUSIC
- 2017 Schlager aus den 50ern – Fritz Wunderlich – CD 2 (Es gibt eine Zeit, Narzissen aus Montreux, und Viele schöne Tage) SWR>>MUSIC
- 2017 Schön ist die Welt – Jay Alexander (Es gibt eine Zeit) AP Music

## Radio-, Film- und Fernsehproduktionen
Beispiele von 30 Film- und Fernsehproduktionen, mit 63 Kompositionen und Arrangements von Toni Leutwiler:
- 1947 Psychologie in Dur und Moll im Film LIEBE AUF DEN ZWEITEN BLICK, Regie Heinz-Günter Stamm
- 1949 Filmmelodie in ALT BERN, Produktion Paul Schmid Bern, 1949 an der Biennale in Venedig gezeigt
- 1953 Filmmelodie im schwedischen Spielfilm I DUR OCH SKUR (Terrafilms) mit Alice Babs
- 1955 Verliebte Herzen, verwendet von Willy Mattes für eine Filmvertonung
- 1961 Schmetterlingstanz, verwendet als Untermalung in einer Fernsehsendung des SWF
- 1963 Sommer-Suite, verwendet in TV-Serie "Look at Life" bei "Men of the Woods" von George Lucas
- 1964 Burlesque, Die drei Galgenvögel, Engadiner Schlittenpartie, Frostzauber, Madonna del Sasso, Mysteriöse Serenade, Night in Capetown, Siesta, Teddy-Bär und Viel Vergnügen wurden im Werbefernsehen des SWF verwendet
- 1965 Kleiner Scherz, verwendet als Signet der Sendung ANTENNE des Schweizer Fernsehens
- 1965 Sommer, Teile verwendet im Fernsehfilm LOOK AT LIFE von George Lucas
- 1992 Sommer, gespielt vom Orchester Reto Parolari in der Sendung GALA FÜR STADT UND LAND des Schweizer Fernsehens
- 1993 Bella Campagna, verwendet als Signet der Sendung SAMSCHTIG-JASS des Schweizer Fernsehens
- 1994 Immer heiter, verwendet als Signet der Sendung SAMSCHTIG-JASS des Schweizer Fernsehens
- 2000 Lieblich aus der Suite Psychologie in Dur und Moll Melodie in amerikanischem Spielfilm mit Gene Kelly
- 2003 So tönts bei Toni Leutwiler DRS 1 Radiosendung mit 17 Titeln
- 2003 Der WDR Köln gratuliert Toni Leutwiler zum 80. Geburtstag 5 Titeln

## Veröffentlichte Schallplatten
Bis 2017 erschienen die folgenden 33 Schallplatten mit 41 Kompositionen und Arrangements von Toni Leutwiler:
- Berceuse, Streichorchester Toni Leutwiler, Parlophon
- Bristol Cream, The Symphonia Orchestra Curt Andersen, Charles Brull Harmonic 1959
- Burlesque, Orchester Toni Leutwiler, DECCA
- Capriccio, Streichorchester Toni Leutwiler, Parlophon
- Cha Cha Valse, Orchestra Fred Böhler, BIEM EPM 1962
- Drunt in der Lobau (Arrangement), Streichorchester Toni Leutwiler, Parlophon
- En Flanant (Arrangement), Orchester Toni Leutwiler, DECCA
- Gallop on String, The Harmonic Strings, Tom Wyler, Charles Brull Harmonic
- Happy Time, Frank Chacksfield and his Singing Strings, Tom Wyler, Columbia
- Happy Time, The Harmonic Strings, Tom Wyler, Charles Brull Harmonic 1952
- Harmonika-Klänge (Santander), Harmonika Club Stadt Zürich, Elite Spezial 1967
- Immer heiter, Akkordeon-Orchester Walter Wild, Walter Wild Musikverlag GmbH
- In the antique shop (Im Antiquitätenladen-Suite), Southern Music London 1964
- La belle Suisse (Engadiner Schlittenpartie), Unterhaltungsorchester Beromünster, FONO 1963
- Lights on Light Music (Kleiner Scherz), FONO 1962
- Lovely Day, Frank Chacksfield and his Singing Strings, Tom Wyler, Columbia
- Lovely Day, The Harmonic Strings, Tom Wyler, Charles Brull Harmonic 1952
- Mir fahred Ski (Schlittenfahrt, Abfahrt im Pulverschnee, Ski Express und Ski Polka), Orchestra Fred Böhler, Ex Libris
- Moon River (Arrangement), Willi Stech musikalisches Portrait, SABA
- Musikalisches Schatzkästchen (Seerosen, Fête des Jouets), Elite Spezial
- Plaisir d'Amour (Arrangement), Streichorchester Toni Leutwiler, Parlophon
- Poeme (Arrangement), Streichorchester Toni Leutwiler, Parlophon
- Schlittenfahrt und Abfahrt im Pulverschnee, Orchestra Fred Böhler, BIEM EPM 1962
- Schmetterlingstanz, Orchester Frank Chacksfield, Columbia
- Ski Express und Ski Polka, Orchestra Fred Böhler, BIEM EPM 1962
- Summer (Sommer-Suite), Westway Orchestra, Southern 1962
- Surprise Party (Spritzfahrt), The Master of Sound System
- Vier Lausbuben und Fröhliche Pauker, Orchestra Fred Böhler, BIEM EPM 1962
- Wien, du Stadt meiner Träume (Arrangement), Streichorchester Toni Leutwiler, Parlophon
- Impressions de Jazz (Arrangement), Grand Jazz Symphonique de Radio Genève, Leitung Toni Leutwiler
- Burlesque, Grand Jazz Symphonique de Radio Genève, Leitung Toni Leutwiler
- Musica Helvetica: Ballonfahrt, SBC
- Musica Helvetica: Glückvogel, SBC
- Musica Helvetica: Spotted Swiss, SBC

## Veröffentlichte Notenhefte
Bis 2017 erschienen die folgenden 32 Notenalben mit 411 Kompositionen und Arrangements von Toni Leutwiler.
Zusätzlich erschienen über 120 gedruckte Notenhefte von Einzelwerken:
- 1943 Liebeslieder (5 Lieder), kein Verlag
- 1955 Piccolo Concerto Moderno Nr. 1 (Reflets und 4 Arrangements), Sidem Editions
- 1955 Piccolo Concerto Moderno Nr. 2  (Seerosen, Folies sur les Cordes und 3 Arrangements), Sidem Editions
- 1959 Aus dem Weinberger Repertoire (Celesta Stomp und Werke andere Komponisten), Josef Weinberger
- 1960 Music Of Today For Strings (Dotted Swiss und 8 Arrangements), H. Hansen Music Corporation
- 1961 The Hungry Five Ride Again (Dotted Swiss und Werke anderer Komponisten), H. Hansen Music Corporation
- 1961 Frohes Blockflötenspiel (ABC-Schützen, Lustige Hausmusik, Vier Lausbuben), Edition Modern
- 1964 Bella Campagna, Walter Wild Musikverlag
- 1965 Immer heiter, Walter Wild Musikverlag
- 1965 Santander, Walter Wild Musikverlag
- 1969 Beschwingstes Weekend, Walter Wild Musikverlag
- 1970 Präludium und Fuge in E-Moll, Walter Wild Musikverlag
- 1970 Musikalische Kostbarkeiten Band 1 (12 Arrangements von klassischer Musik), Walter Wild Musikverlag GmbH
- 1970 Musikalische Kostbarkeiten Band 2 (9 Arrangements von klassischer Musik), Walter Wild Musikverlag GmbH
- 1970 Musikalische Kostbarkeiten Band 3 (12 Arrangements von klassischer Musik), Walter Wild Musikverlag GmbH
- 1970 Musikalische Kostbarkeiten Band 4 (13 Arrangements von klassischer Musik), Walter Wild Musikverlag GmbH
- 1970 Musikalische Kostbarkeiten Band 5 (18 Arrangements von klassischer Musik), Walter Wild Musikverlag GmbH
- 1970 Schweizer Evergreens (8 Arrangements von Schweizer Volksmusik), Walter Wild Musikverlag GmbH
- 1973 Aus aller Welt Band 1 (21 Arrangements von Weltmusik), Walter Wild Musikverlag GmbH
- 1973 Aus aller Welt Band 2 (19 Arrangements von Weltmusik), Walter Wild Musikverlag GmbH
- 1973 Aus aller Welt Band 3 (29 Arrangements von Weltmusik), Walter Wild Musikverlag GmbH
- 1973 Aus aller Welt Band 4 (30 Arrangements von Weltmusik), Walter Wild Musikverlag GmbH
- 1974 14 × 9 Akkordgriffe für elektronische Orgel, Walter Wild Musikverlag GmbH
- 1975 Weihnachtslieder-Buch (24 Arrangements von Weihnachtsliedern), Heinrichshofen’s Verlag
- 1978 Europäische Folklore (21 Arrangements von europäischer Volksmusik), Heinrichshofen’s Verlag
- 1978 American Folk-Songs (25 Arrangements von amerikanischer Volksmusik), Heinrichshofen’s Verlag
- 1981 Nostalgie-Album (24 Arrangements von klassischer Musik), Heinrichshofen’s Verlag
- 1985 Wunschkonzert für E-Orgel (50 Arrangements von beliebte Melodien), Walter Wild Musikverlag GmbH
- 1985 Weihnachtskonzert (23 Arrangements von Weihnachtsmelodien), Heinrichshofen’s Verlag
- 1988 Das Orgel a-b-c Band 1 (5 Kompositionen und 10 Arrangements von bekannten Melodien), Apollo-Verlag Paul Lincke GmbH
- 1988 Das Orgel a-b-c Band 2 (8 Kompositionen und 16 Arrangements von bekannten Melodien), Apollo-Verlag Paul Lincke GmbH
- 2014 Am Lago Maggiore, Edition Stricker